# 토쑤언 공항
토쑤언 공항(베트남어: Sân bay Thọ Xuân, Thọ Xuân Airport)은 베트남 타인호아성 토쑤언현 서북쪽 45km 지점의 상방 시진에 위치한 공항이다. 예전에는 상방 공항(Sân bay Sao Vàng)으로 불렸으며, 타인호아 공군기지(Thanh Hoá Air Base) 또는 바이트엉 공군기지(Bái Thượng Air Base) 등으로 불리며, 이 공항은 현재 베트남 인민공군이 운영하고 있다. 이 공항은 2013년 9만 명의 승객을 처리했으며, 2014년 16만 명, 2015년 55만 명의 승객을 수용할 것으로 추산돼 300% 이상 증가했다.

## 역사
이 공군기지는 1968년에 건설되었으며, 다른 베트남 인민공군 기지에서 미그기가 임시로 배치되어 전진 배치 기지로 사용되었다.
1972년 4월 13일 아침 비행장은 B-52의 공격을 받아 미그-17 1대가 파괴되고 활주로에 분화구가 생겼다. 기지는 1972년 5월 미 해군 A-6s의 공격을 다시 받았다.
현재 기지는 수호이 Su-30MKK를 운용하는 VPAF 923 전투 폭격기 편대가 주둔하고 있다.
베트남 정부는 2013년 초 공항을 민군 복합 공항으로 만들기 위해 민간 시설을 추가하는 업그레이드 프로젝트를 실시했다. 포화상태에 이른 하노이 노이바이 국제공항의 교통편 분산을 위한 구호 공항이 될 예정이다.

## 운항 노선
| 항공사             | 목적지       |
| ------------------ | ------------ |
| 뱀부 에어웨이스    | 호찌민       |
| 비엣젯 항공        | 껀터, 호찌민 |
| 베트남 항공        | 호찌민       |
| 젯스타 퍼시픽 항공 | 호찌민       |